# Tremoló (hangszerrész)
Ez a lap az elektromos gitárok egy húrláb-típusával, a tremolós húrlábakkal foglalkozik. Ha a zenei fogalomra vagy kíváncsi nézd meg ezt a lapot: Tremolo (zenei fogalom)
A tremolókar egy húrlábhoz erősített eszköz, mellyel lehetőség van a húrlábak megdöntésére, ezzel egyszerre az összes húr feszességének – és ezzel a hangmagasságának – változtatására. Az ezzel létrehozott hanghatást valójában vibratónak hívjuk hiszen nem az amplitúdó, hanem pusztán a frekvencia pulzáló változásáról van szó, a gitárosok körében mégis a tremoló kifejezés terjedt el. (A vibrato-játék alatt, a fogólapon, ujjal történő húrfeszesség változtatást értjük.) A tremolós húrlábakat eredetileg Leo Fender kezdte használni elektromos gitárjain. Sok zenész nélkülözi a használatát, ugyanis ettől gyorsabban hangolódik el a gitár.

## Típusai
A tremoló kifejlődése óta rengeteg gyártó, számos megoldást fejlesztett ki az ilyen húrlábak létrehozására. A standard elektromos gitár modelleken általában egyszerűbb szerkezettel találkozhatunk, de léteznek nagyon komoly megoldások is, melyeket nagy igénybevételre terveztek. A tremolószerkezeteknek alapvetően három változatát különböztetjük meg.

### Hat csuklópontos „vintage” tremoló

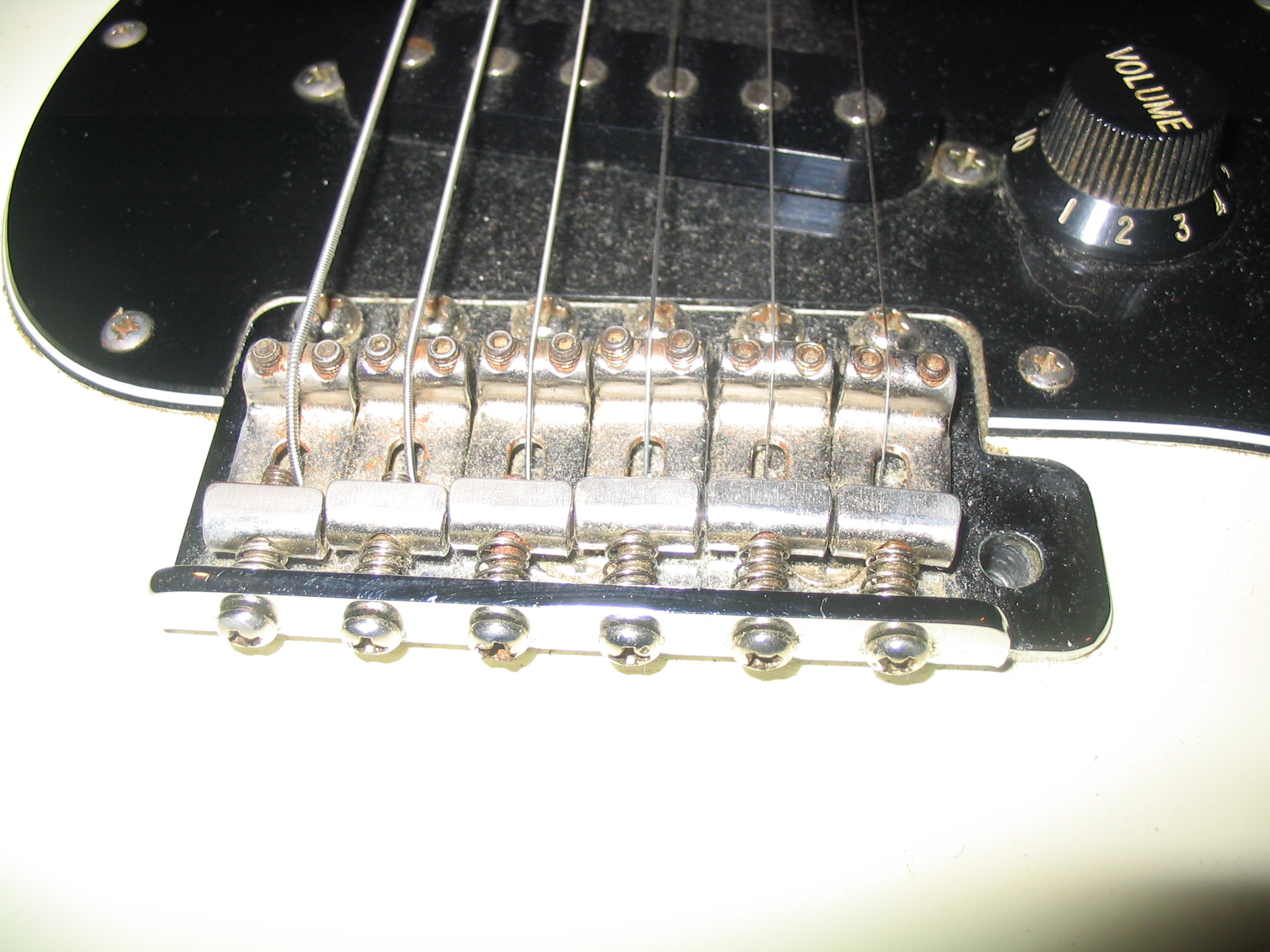
Vintage tremoló egy Fender gitáron

A húrlábat, a felső részen hat, vagy kettő csavar rögzíti a hangszertesthez, a másik oldalon pedig erős rugók találhatók, melyek a láb megdöntése után visszahúzzák az eredeti helyzetébe. A tremolókar a szerkezet egyik oldalán található. Nyomást fejtve ki a karra, a húrláb előre mozdul, (floating tremolonál hátrafelé is) ezzel csökkentve a húrok feszességét. Agresszív használat esetén fennáll a veszély, hogy a húrok elakadnak a nyeregnél, vagy a húrvezetőknél, esetleg a húrok túlságosan sok menetű feltekerése miatt a húrokon hurkok képződnek és a gitár elhangolódik. Ilyen „vintage” megoldással például a Fender Stratocaster modelleknél találkozhatunk. Ajánlott a különböző hosszúságú satus hangolókulcsok (locking keys) használata. Ebben az esetben nincs szükség húrtartókra, mely szintén a hangstabilitást segíti elő, megszűnik az ú.n slupf (hurok) képződés, a nyeregnél egy kis grafitpor vagy teflonfolyadék pedig csodákra képes.

### Két csuklópontos tremoló
Lényegében ugyanazon az elven működnek, mint a hat csuklópontos szerkezetek, azzal a különbséggel, hogy a húrlábat csak két oldalán tartja egy-egy erős csavar. Az ilyen tremolók általában görgős, vagy grafit húrvezetőket használnak, így jobban tartják a hangolást, mint a vintage-tremoló. Ajánlott még a különböző hosszúságú satus hangolókulcsok (locking keys) használata. Ebben az esetben nincs szükség húrtartókra, mely szintén a hangstabilitást segíti elő, megszűnik az ú.n slupf (hurok) képződés, a nyeregnél egy kis grafitpor vagy teflonfolyadék pedig csodákra képes.

### Floyd Rose tremolo

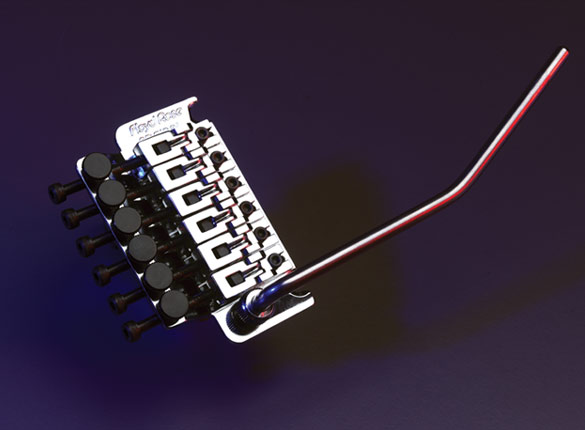
Floyd Rose tremolós húrláb

Ismert még vagy Satus tremolóként, illetve „whammy bar” néven is emlegetik (nem összetévesztendő a "floating tremolo" kifejezéssel, ami nem a tremoló típusát, hanem a beállításának milyenségét jelöli: floating-beállítást gyakran állítanak be vinatge tremolókon is). Agresszív gitárjátékra tervezték, ennek megfelelően igen masszív szerkezet. Ilyen húrlábak használatakor a gitártestet úgy alakítják ki, hogy a láb elmozdulhasson ne csak a húrok irányába, de hátrafelé is. A húrlábat a test hátulsó részéhez rögzített erős rugók tartják egyensúlyban. Általában nincs semmi, ami megakadályozná a húrláb teljes eldöntését, így a gitáros akár teljesen lelazíthatja a húrokat, vagy hátrafelé használva, akár húrszakadásig is feszítheti azokat. Ez csak akkor lehetséges, ha az egység alaplapja nem fekszik fel a gitártestre, vagy, ha a Whammy előre van döntve. Ilyenkor a tremolo alaplapja nem párhuzamos a gitártestre, hanem szöget zár be azzal (nem javasolt). Egy megoldás, ha a csavarozott nyakú gitárnál a nyakat alátámasztjuk, és a Whammy-t ennek megfelelően megemeljük, úgy, hogy az egység továbbra is párhuzamos maradjon a gitártesttel, de a test felett lebegjen, így lehetőség van az emelés mértékétől függően a hangmagasság növelésére is. Azonban hogy hangolódás mentesen lehessen használni, a felső nyeregnél és a húrlábnál le vannak szorítva a húrok, így csak a nyaknál mozognak. Ez nagyon körülményessé teszi a hangolást és a húrcserét, (és ha egy húr el hangolódik az egész rendszer felborul), mivel csak szerszám használatával lehetséges, habár vannak egyes forgalmazók, akik egy pénzérmével is megszorítható cserecsavarokat (replacement) kínálnak.